# برگ‌زبانی دراز
برگ‌زبانی دراز (نام علمی: Mesembryanthemum uncatum) نام یک گونه از سرده برگ‌زبانی‌ها است.